# Defeater
Defeater ist eine US-amerikanische Melodic-Hardcore-Band aus Boston, die 2004 gegründet wurde. Sie bildet zusammen mit La Dispute, Make Do and Mend, Pianos Become the Teeth und Touché Amoré die Post-Hardcore-Bewegung The Wave.

## Geschichte
Defeater veröffentlichte bisher fünf Alben, Travels (2009), Empty Days & Sleepless Nights (2011), Letters Home (2013), Abandoned (2015) und Defeater (2019), zwei EPs und eine Single. Das Debüt Travels erschien bei Topshelf Records, die folgenden Veröffentlichungen über das Label Bridge 9 Records. Im Januar 2015 unterschrieb die Band bei Epitaph Records, wo die Alben Abandoned und Defeater veröffentlicht wurden. Nur knapp zwei Monate nach der Veröffentlichung des Albums „Abandoned“ im August 2015 verkündete Defeater am 20. Oktober 2015 auf Facebook, dass Gitarrist und Produzent Jay Maas und die Band aufgrund „persönlicher und kreativer Differenzen“ zukünftig getrennte Wege gehen werden.
Defeater spielte unter anderem schon mit La Dispute, Comeback Kid und Bane, aber auch auf Festivals wie dem Hevy Music Festival.

## Stil
Defeater ist eine Hardcore-Band, die sich gerne „kreative Freiheiten“ beim Komponieren lässt. So meinte Gitarrist Jay Maas: „In diesem Genre gilt die weitverbreitete Meinung, die besagt, dass, wenn du nicht genau das tust, was Hardcore-Bands über die letzten 25 Jahre getan haben, du nichts taugst.“ Auf ihrem zweiten Studioalbum Empty Days & Sleepless Nights befinden sich zudem am Ende vier Akustiklieder.
Defeater erzählt über mehrere Konzeptalben lang eine Geschichte. Es werden Nöte und internationale Konflikte in der Nachkriegszeit aus der Sicht einer Familie der Arbeiterklasse aus New Jersey beschrieben. Das Interesse der Band an dieser geschichtlichen Epoche begründete Maas damit, dass es sich um eine Zeit großen Wohlstands in Amerika handle, es aber dennoch sehr viel Rassismus, Sexismus und Homophobie gebe. Defeater schreibe über Vorurteile und Krieg und Mord und wie sie reale Personen betreffen. All diese Dinge würden definitiv einen starken Kontrast zur rosigen Norman-Rockwell-Vorstellung dieser Zeit bilden.

## Diskografie
- 2008: Travels (Topshelf Records)
- 2009: Lost Ground (EP, Bridge Nine Records)
- 2011: Empty Days & Sleepless Nights (Bridge Nine Records)
- 2013: Letters Home (Bridge Nine Records)
- 2015: Abandoned (Epitaph Records)
- 2019: Defeater (Epitaph Records)